# سكة حديد بلتيمور وأوهايو
سكة حديد بلتيمور وأوهايو أول سكة حديد في الولايات المتحدة استخدمت للاتصالات العامة 1830 م، وكانت بداية لاستخدام القاطرات البخارية، و قامت السكك الحديدية بدور هام في الحرب الأهلية، و كان لهذا الخط مكانة ممتازة بين سائر الخطوط الحديدية بسبب توسط موقعه.

## المصدر
- سكة حديد بلتيمور – أوهايو - الموسوعة العربية الميسرة، 1965